# 曙町東町停留場
曙町東町停留場（日语：／ Akebonochō-higashimachi teiryūjō */?）是一個位於高知縣高知市曙町1丁目，屬於土佐電交通伊野線的電車站。是高知市內均一料金區間的西端站。

## 相鄰停留場
土佐電交通
伊野線
鴨部－（市場前信號所）－曙町東町－曙町